# PSR B1257+12
PSR B1257+12 ou PSR J1300+1240, est un pulsar situé à une distance d'environ 2 300 années-lumière (700 parsecs) du Soleil, dans la constellation zodiacale de la Vierge. Il est découvert en 1990 par l'astronome polonais Aleksander Wolszczan, en même temps que le pulsar binaire PSR B1534+12 à l'aide du radiotélescope d'Arecibo. Ces découvertes sont annoncées le 13 août 1993 par une circulaire de l'UAI.
En continuant à étudier les mouvements de ce pulsar, Wolszczan et D.A. Frail découvrent en 1992,, des anomalies qui les amènent à conclure à l'existence de deux planètes orbitant autour de l'étoile, les toutes premières planètes extrasolaires découvertes.
Cette annonce surprit beaucoup d'astronomes à cette époque, car on se serait attendu à trouver des planètes autour d'étoiles de la séquence principale, mais pas autour d'un pulsar. De plus, les doutes étaient renforcés par le fait qu'un peu plus tôt, l'annonce de la découverte d'une planète autour d'un autre pulsar (PSR B1829-10) avait été faite par Andrew G. Lyne, mais elle s'était révélée une erreur de calcul.
Une troisième planète fut découverte un peu plus tard autour de PSR B1257+12. Outre les trois premières planètes qui ont été confirmées en 2007[réf. nécessaire], on pense aujourd'hui que ce système planétaire pourrait abriter une quatrième planète (non confirmée), ainsi qu'une ceinture d'astéroïdes, voire l'équivalent d'une ceinture de Kuiper.
Étant un pulsar, PSR B1257+12 est une étoile à neutrons à rotation extrêmement rapide, effectuant un tour sur elle-même toutes les 6,22 millisecondes (9 650 tours par minute). À une telle vitesse de rotation, la moindre perturbation par une planète orbitant autour du pulsar est facilement détectable, et procure des informations d'une résolution et d'une précision très élevées. Ceci explique pourquoi c'est autour de PSR B1257+12 qu'on a pu détecter à grande distance des objets extrêmement petits (de taille comparable à la Lune, voire à un astéroïde), si on les compare aux exoplanètes que l'on détecte classiquement autour d'autres étoiles qui ne sont pas des pulsars.

## Système planétaire
| Planète                             | Masse (M⊕)    | Demi-grand axe (UA) | Période orbitale (d) | Excentricité    |
| ----------------------------------- | ------------- | ------------------- | -------------------- | --------------- |
|                                     |               |                     |                      |                 |
| PSR B1257+12 b                      | 0,020 ± 0,002 | 0,19                | 25,262 ± 0,003       | 0,00            |
| PSR B1257+12 c                      | 4,3 ± 0,2     | 0,36                | 66,5419 ± 0,0001     | 0,0186 ± 0,0002 |
| PSR B1257+12 d                      | 3,9 ± 0,2     | 0,46                | 98,2114 ± 0,0002     | 0,0252 ± 0,0002 |
| PSR B1257+12 e                      | 4 × 10-4      | 2,6                 | 1 250                | ?               |
|                                     |               |                     |                      |                 |
| Système planétaire de PSR B1257+12. |               |                     |                      |                 |

### PSR B1257+12 b (Draugr)
PSR B1257+12 b (initialement nommée PSR B1257+12 A), aussi nommée Draugr, est la planète la plus proche du pulsar. Avec une masse qui ne représente qu'un cinquantième de celle de la Terre, c'est la plus petite planète actuellement identifiée de façon certaine dans l'univers, notre système solaire compris. Elle orbite autour de PSR B1257+12 en un peu plus de 25 jours avec un demi-grand axe de 0,19 unité astronomique.

### PSR B1257+12 c (Poltergeist)
PSR B1257+12 c (initialement PSR B1257+12 B), aussi nommée Poltergeist, est la deuxième planète décrivant une orbite autour du pulsar PSR B1257+12, avec un demi-grand axe de l'ordre de 0,36 UA en 66,5 jours environ. C'est la plus massive du système planétaire de ce pulsar, avec une masse de l'ordre de 4,3 fois celle de la Terre ; ses interactions gravitationnelles avec sa voisine PSR B1257+12 d (ex-C, Phobetor), dont l'orbite est assez proche, ont permis de préciser certains paramètres orbitaux de ces deux planètes.

### PSR B1257+12 d (Phobetor)
PSR B1257+12 d (initialement PSR B1257+12 C), aussi nommée Phobetor, est la troisième planète de ce système, avec un demi-grand axe de 0,46 UA ; sa révolution dure un peu plus de 98 jours. Elle est environ 3,9 fois plus massive que la Terre et donc en interaction gravitationnelle étroite avec sa voisine PSR B1257+12 c (ex-B, Poltergeist).

### PSR B1257+12 e
L'existence d'un hypothétique quatrième corps autour du pulsar PSR B1257+12 est envisagée depuis 1996 sous la forme initialement d'une planète ayant une masse environ cent fois supérieure à celle de la Terre (de l'ordre de celle de Saturne), orbitant à une quarantaine d'unités astronomiques du pulsar. Des études publiées en 2002 ont invalidé cette première estimation au profit de la possible existence d'un corps ayant une masse d'environ un cinquième de celle de Pluton orbitant à environ 2,6 UA du pulsar, peut-être un astéroïde ou une comète, cette dernière hypothèse permettant d'expliquer, par la présence d'une queue de comète, certains signaux radio émis par ce pulsar. Toutefois, l'existence de ce corps n'est pas confirmée.

## Hypothèses sur l'origine des planètes
Considérant les conditions particulières de l'environnement d'un pulsar et de son histoire, il existe deux hypothèses concernant l'origine des trois planètes confirmées :
- elles pourraient être les noyaux rocheux d'anciennes géantes gazeuses (planètes chthoniennes), dont l'enveloppe gazeuse aurait été soufflée par l'explosion de l'étoile originelle.
- elles pourraient s'être formées à partir des restes de la supernova ayant donné naissance au pulsar, et seraient en quelque sorte la deuxième génération de système planétaire, née des restes du premier système disparu.

Au niveau de nos connaissances actuelles, on ne peut trancher entre l'une ou l'autre de ces hypothèses. En effet, un pulsar est une étoile à neutrons, autrement dit le résidu de l'explosion d'une étoile en supernova. Or nous ne savons pas s'il est possible que des planètes survivent à l'explosion en supernova de leur étoile centrale sans être détruites ou éjectées.